# Mergbach
Der Mergbach ist der etwa 10,9 km lange linke Quellbach der Gersprenz im südhessischen Odenwald. Als der wasserreichere der beiden Oberläufe ist er Teil des hydrologischen Hauptstrangs der Gersprenz.

## Name
Der Name Mergbach ist schon auf Karten aus dem Jahre 1895 zu lesen. Danach wurde er oft als Gersprenz bezeichnet, weshalb seine Quelle auch den Namen Gersprenz-Quelle bekam. Im Jahr 2013 wurde diese kurzzeitig wieder in Mergbach-Quelle umbenannt. Schon im darauffolgenden Jahr wurde dies allerdings revidiert; die Quelle ist nun wieder als Gersprenzquelle beschildert.

## Geografie

### Verlauf
Der Mergbach entspringt nördlich von Lindenfels-Winterkasten. Die gefasste Quelle (Mergbach- bzw. Gersprenz-Quelle) liegt am Osthang der Neunkircher Höhe in der Nähe des Kaiserturms. Der Quellbereich ist von Natursteinen umgeben.
Der Mergbach fließt bei Reichelsheim-Bockenrod mit dem Osterbach zur Gersprenz zusammen.

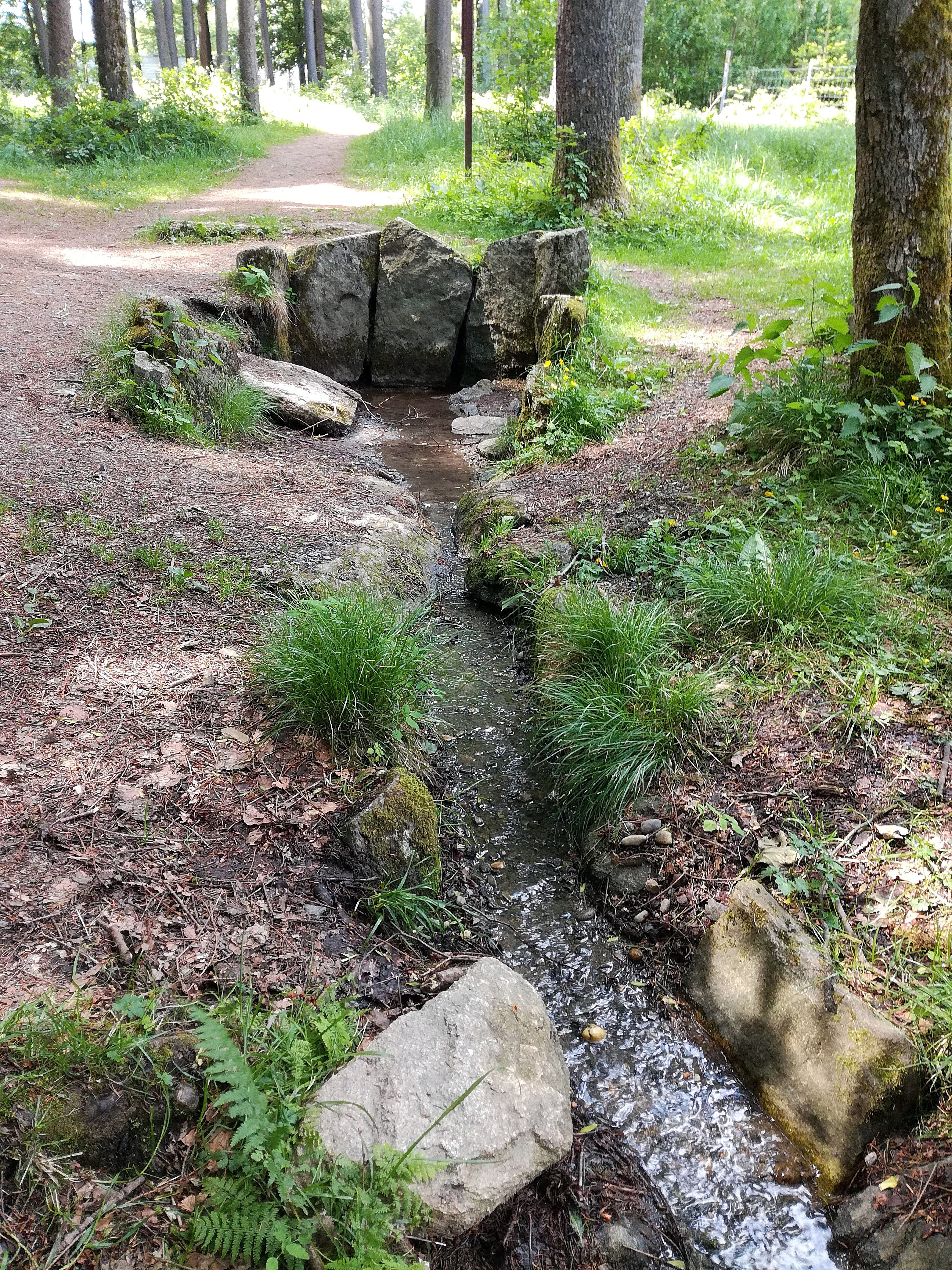
Mergbach- bzw. Gersprenzquelle (2018)
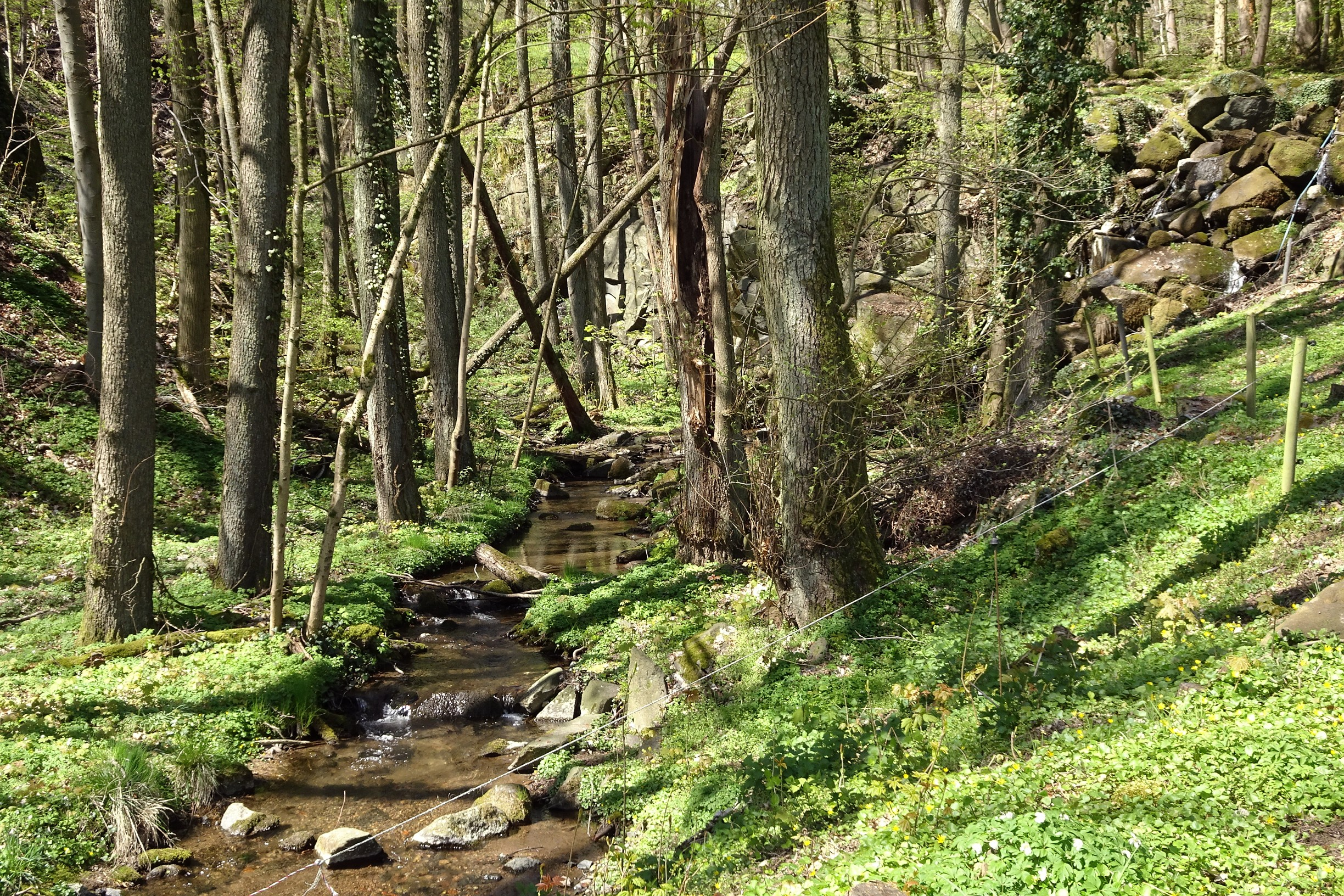
Mergbach bei Winterkasten (2021)
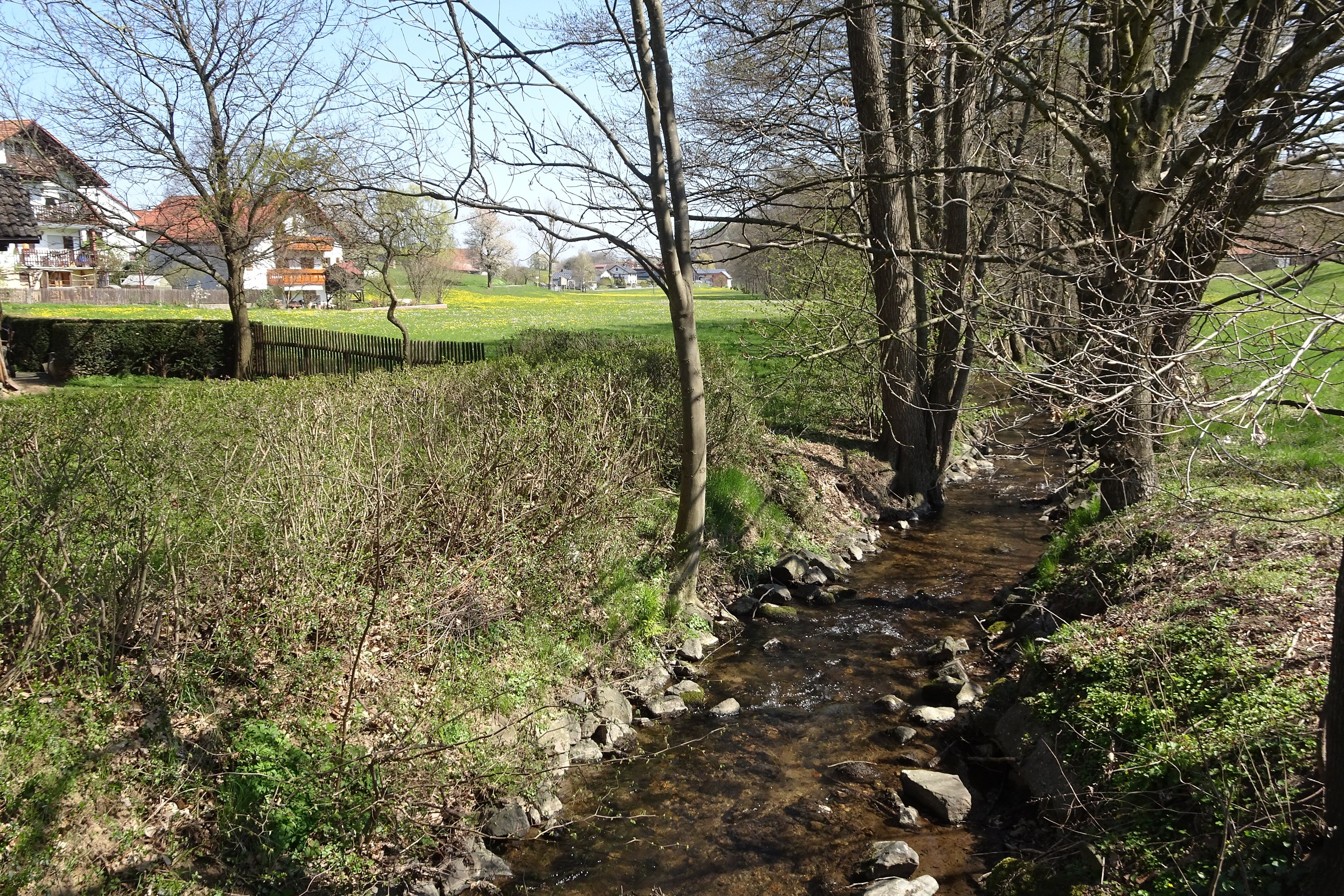
Mergbach bei Gumpen (2021)
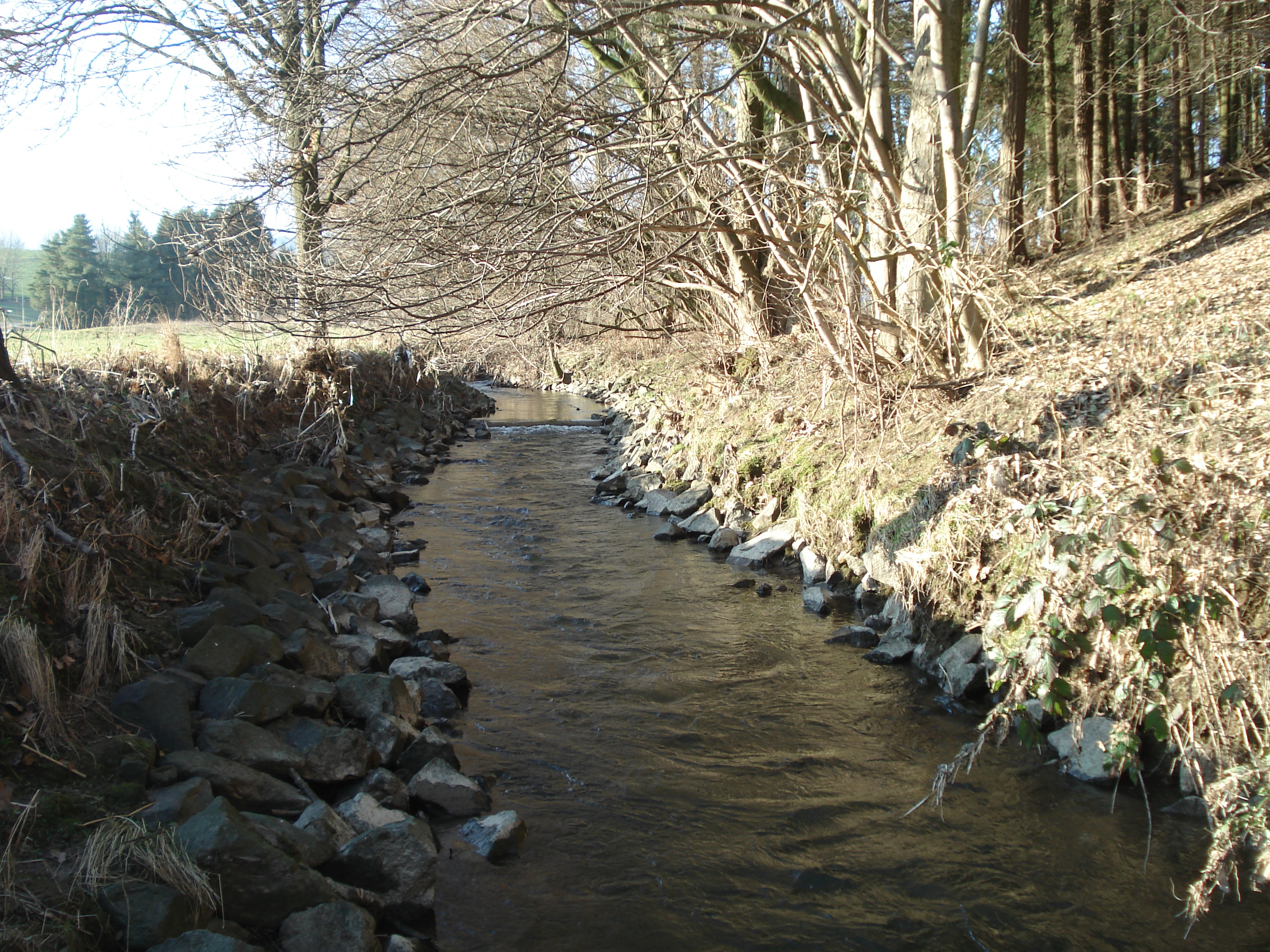
Der Mergbach kurz vor dem Zusammenfluss (2013)
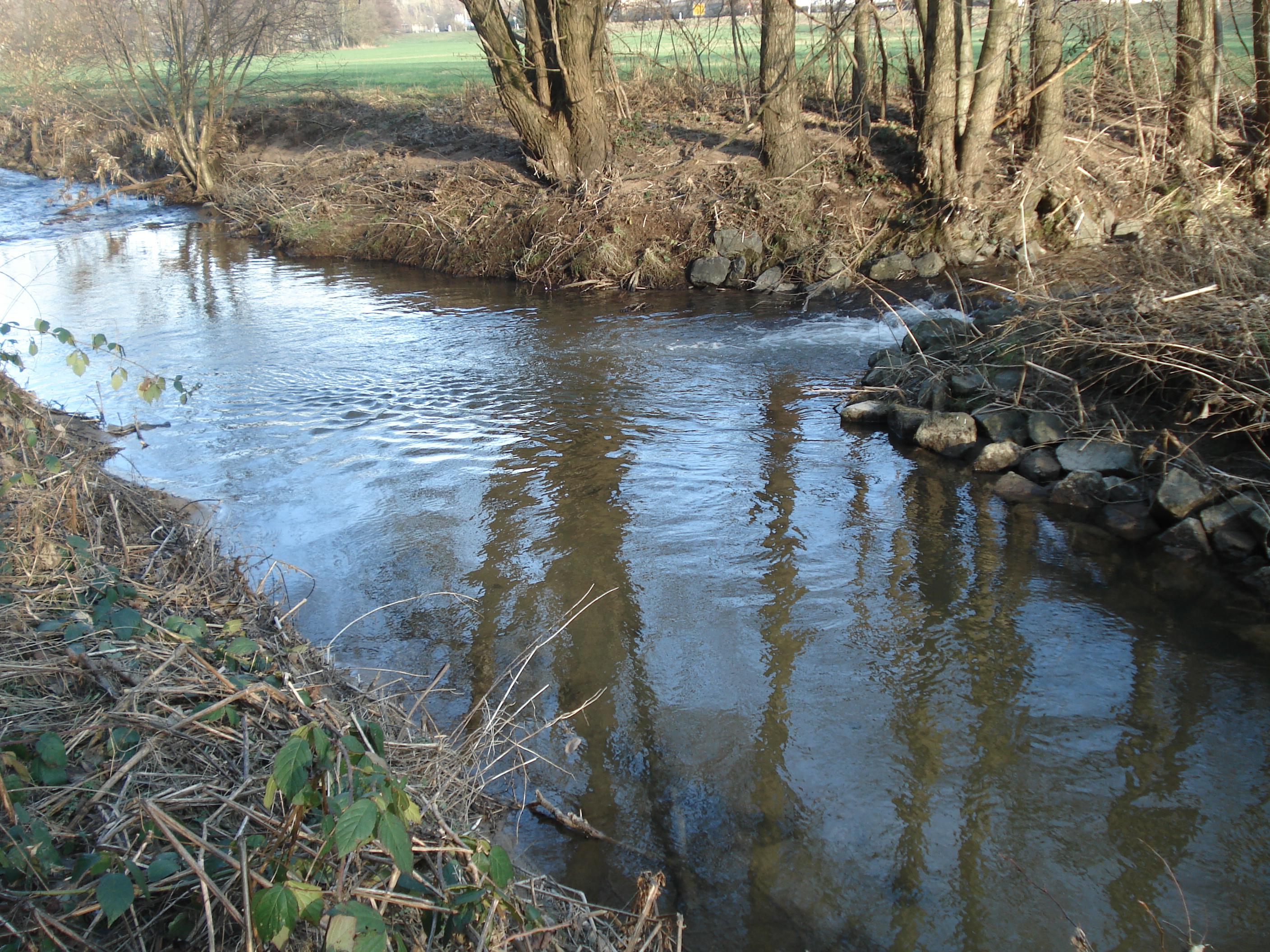
Der Mergbach (vorne rechts) vereinigt sich mit dem Osterbach (rechts) zur Gersprenz (hinten links) (2013)

### Zuflüsse
- Zahlbach (rechts), 1,3 km
- Marbach (rechts), 2,1 km
- Bach an der Kniewiese (links), 1,4 km
- Laudenauer Bach (links), 3,8 km
- Benzenbach (rechts), 2,7 km
- Schnepfenbach (rechts), 0,8 km
- Beerbach (links), 1,1 km
- Eberbach (links), 4,6 km

### Flusssystem Gersprenz
- Fließgewässer im Flusssystem Gersprenz

### Ortschaften
| Landkreis           | Gemeinde/Stadt | Gemarkung    |
| ------------------- | -------------- | ------------ |
| Bergstraße (HP)     | Lindenfels     | Winterkasten |
| Odenwaldkreis (ERB) | Reichelsheim   | Gumpen       |
|                     |                | Klein-Gumpen |
|                     |                | Reichelsheim |
|                     |                | Fronhofen    |
|                     |                | Bockenrod    |

### Naturschutz
Die gefasste Quelle ist als Naturdenkmal „Gersprenzquelle“ geschützt. Der Verlauf des Mergbachs mit einigen Zuflüssen ist Teil des Natura2000-Schutzgebiets „Oberläufe der Gersprenz“ (FFH-Gebiet DE 6319-302).